# Китайцы в Кыргызстане
Китайцы в Кыргызстане — одно из меньшинств, проживающих на территории Кыргызстана. Вместе с этим следует различать этнических китайцев (народ хань) и граждан Китая, которые могут принадлежать к другим этническим группам (уйгуры, дунгане, казахи, киргизы и др.).

## История
После распада СССР в Кыргызстан стали приезжать китайцы, занимающиеся торговлей и другим бизнесом. Сложились места постоянного присутствия китайских торговцев: рынок «Мадина», рынок «Дордой», рынок «Джунхай», рынок «Кара-Суу» и др.
Трудовые мигранты из Китая заняты в инфраструктурных проектах (строительство дорог, мостов и т. п.), а также в добыче золота, угля и других промышленных производствах.
В 2019 году в Бишкеке прошли антикитайские демонстрации. Протестующие требовали ввести мораторий на переход из гражданства КНР в гражданство Кыргызстана для всех, кроме этнических кыргызов, урезать рабочие квоты для китайцев, депортировать в КНР всех граждан Китая, кто находится в Кыргызстане нелегально, а также ввести запрет на браки между гражданами КР и КНР.

## Численность
В ходе первой общенациональной переписи населения 1999 года 900 опрошенных причислили себя к китайцам. В 2009 году в Кыргызстане проживало не менее 1813 китайцев, что является самым высоким официально зарегистрированным значением. По сравнению с переписью 2009 года численность китайцев на 2022 год сократилась на 46 %. На 2022 год в Кыргызстане было менее 971 китайца.
Фактическая численность китайцев значительно превышает показатели переписи. Китайские компании, работающие в Кыргызстане нанимают граждан КНР для проведения работ в КР. В 2016 году в Кыргызстане зарегистрировались более 27 тыс. граждан КНР. В 2017 году разрешение на работу в Кыргызстане получили более 11,5 тыс. граждан Китая (ок. 80 % всех выданных миграционных квот). В 2018 году разрешение на временное пребывание в КР было выдано 12 тыс. граждан КНР.
С 2010 по 2017 гг. 214 граждан КНР получили гражданство Кыргызстана. Из них 129 человек — этнические киргизы. Среди прочих — уйгуры и дунгане. Этнических хань было только 6 чел..
Руководитель фонда «Бакдоолот» Мелис Мураталиев полагает, что на 2013 год численность китайцев в КР достигла отметки 90 тыс. чел., а ок. 30 тыс. китайцев женились на кыргызках. По официальным данным, с 2010 по 2018 было зарегистрировано 60 браков между гражданами КР и КНР.